# Mary Estlin

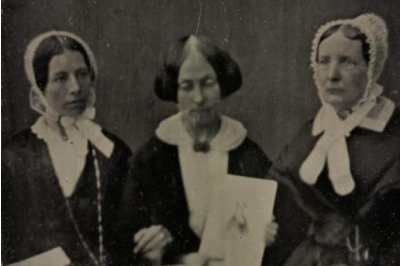
Mary Estlin (Mitte) mit Eliza (links) und Jane Wigham, 1850

Mary Anne Estlin (* 31. Juli 1820 in Bristol; † 14. November 1902 ebenda) war eine englisch-britische Abolitionistin und führende Persönlichkeit in der Anti-Sklaverei- und Anti-Prostitutionskampagne in Großbritannien im 19. Jahrhundert.

## Leben
Mary Anne Estlin war die Tochter von John Bishop Estlin, einem führenden Augenarzt in Bristol, und seiner Frau Margaret, geborene Bagehot. Ihre Mutter starb, als sie noch ein kleines Kind war, und sie übernahm den unitaritistischen Glauben ihres Vaters, der nicht wieder heiratete, ebenso wie dessen Ablehnung der Sklaverei. Estlin heiratete nie und lebte ihre ganzes Leben im Haus der Familie.
1832 folgte sie ihrem Vater bei einer Reise auf die Westindischen Inseln, wo sie das koloniale Sklavensystem kennenlernte.
Ab 1851 leitete sie die Bristol and Clifton Ladies Anti-Slavery Society. Sie und Eliza Wigham waren in der Kampagne in England aktiv und gehörten 1863 beide der Londoner Ladies’ London Emancipation Society von Clementia Taylor an.
1854 kam Parker Pillsbury nach Großbritannien, um über die unterschiedliche Politik der amerikanischen und britischen Abolitionisten zu diskutieren. Estlin und ihr Vater wurden in die problematische Korrespondenz Pillsburys mit dem britischen Aktivisten Louis Alexis Chamerovzow, dem Sekretär der British and Foreign Anti-Slavery Society, einbezogen. Estlin sorgte dafür, dass die Briefe veröffentlicht wurden.
Im Jahr 1867 half sie bei der Gründung der Bristol Women’s Suffrage Society, in der sie als Schatzmeisterin fungierte.
1868 reiste sie nach Amerika, wo sie andere führende Aktivistinnen wie Lucretia Mott und Susan B. Anthony kennenlernte.
Von 1870 bis 1886 war sie Mitglied des Exekutivausschusses der Ladies’ National Association. Diese Organisation koordinierte die feministische Kampagne für die Aufhebung der Contagious Diseases Acts.
Innerhalb der Abolitionisten gab es eine Spaltung zwischen den radikalen Ansichten von William Lloyd Garrison und der eher konservativen Position der British and Foreign Anti-Slavery Society, die sich mit einem allmählichen Ende der Sklaverei zufrieden gab. Eliza und Jane Wigham von der Edinburgh Ladies’ Emancipation Society unterstützten Estlins Initiative, eine gemeinsame Basis zwischen den den beiden Parteien zu finden.
Mary Anne Estelin starb 1902 im Alter von 82 Jahren im Haus der Familie in Bristol.